# Primeira República Brasileira
A Primeira República Brasileira, também conhecida como República Velha ou República das Oligarquias, é o período da história do Brasil que se estendeu da proclamação da República, em 15 de novembro de 1889, até à Revolução de 1930 que depôs seu 13.º e último presidente efetivo, Washington Luís. Nesse período o Brasil passou a ser chamado de Estados Unidos do Brasil, conforme a constituição de 1891 promulgada nesse mesmo ano.
A Primeira República é dividida pelos historiadores em dois períodos. O primeiro período, chamado de "República da Espada", foi dominado pelos setores mobilizados do Exército apoiados pelos republicanos, e vai da Proclamação da República, em 15 de Novembro de 1889, até à posse do primeiro presidente civil, Prudente de Moraes. A República da Espada teve viés mais centralizador do poder, em especial por temores da volta da Monarquia, bem como para evitar uma possível divisão do Brasil.
O segundo período ficou conhecido como "República Oligárquica", e se estendeu de 1894 até à Revolução de 1930. Caracterizou-se por dar maior poder para as elites regionais, em especial do sudeste do país. As oligarquias dominantes eram as forças políticas republicanas de São Paulo e Minas Gerais, que se revezavam na presidência. Essa hegemonia denomina-se política do café com leite, devido à influência do setor agrário paulista — com grande produção de café — e do setor agrário mineiro — produtor de leite —, que impediam a ocupação do principal cargo do Poder Executivo por representantes dos interesses de outros estados economicamente importantes à época, como Rio Grande do Sul e Pernambuco.

## História
O primeiro partido republicano no Brasil foi o Partido Republicano Paulista (PRP), criado na Convenção de Itu, em 1873. O PRP era um partido legalizado, apesar de o Brasil ser uma monarquia. O PRP conseguiu eleger apenas três deputados na Assembleia Geral de Deputados, durante o Império do Brasil (1822-1889), porém conseguiu infiltrar-se no meio militar, o que foi decisivo para a queda da monarquia constitucional brasileira e, portanto, do imperador Pedro II. Mesmo com o desenvolvimento econômico no segundo reinado; choques com a igreja; conflitos com o exército; o movimento republicano; e o fim da escravidão, no caso deste último fato, os fazendeiros, antes fiéis ao imperador Pedro II, se voltaram contra a monarquia e traíram o sistema ali vigente, tornando-se republicanos, por causa da não indenização pela liberação dos escravos.

### Proclamação

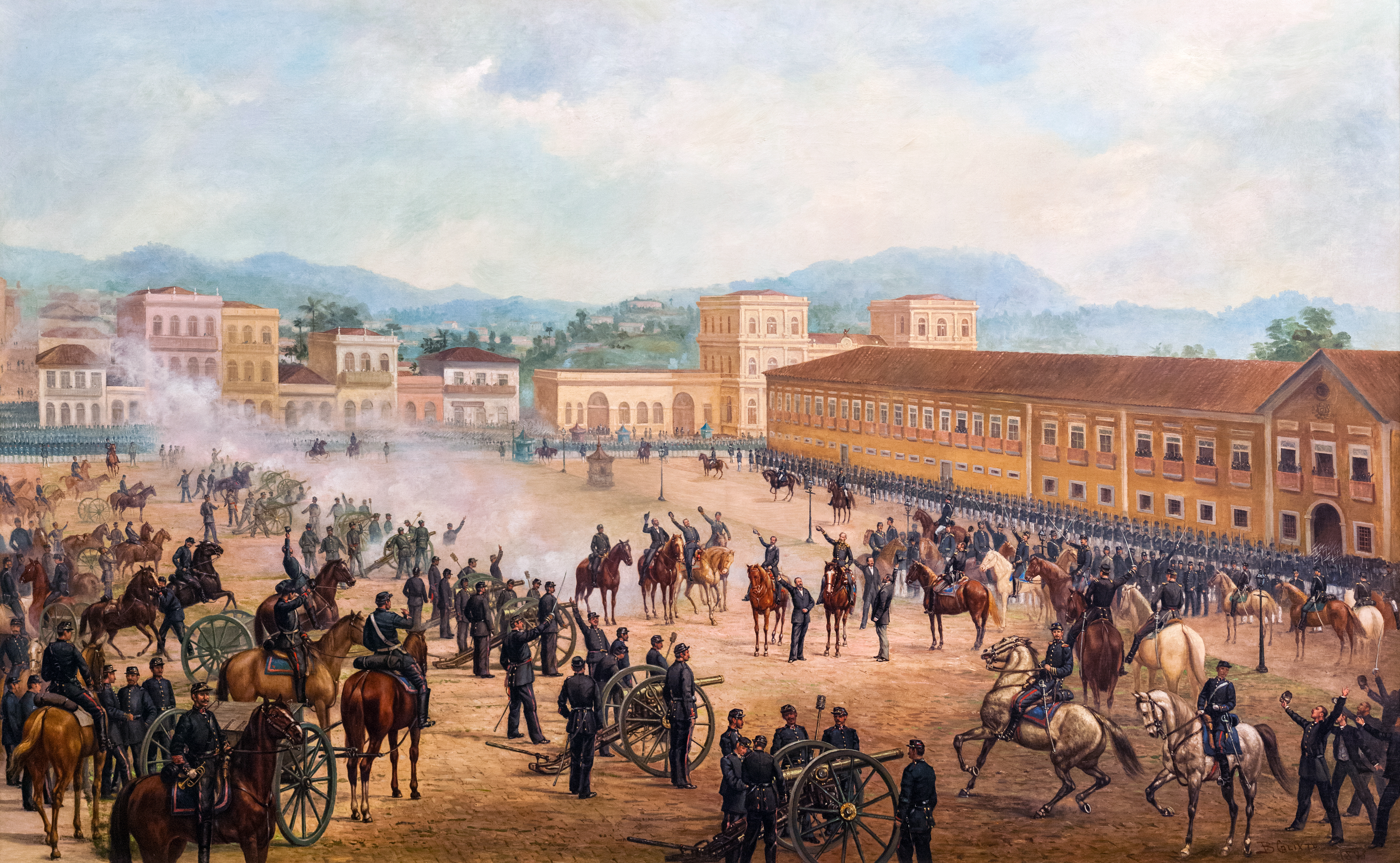
A Proclamação da República, por Benedito Calixto.

O movimento militar de 15 de novembro de 1889 foi bem-sucedido, destronando o imperador Pedro II. Atitudes como aquelas eram previstas, no Código Criminal de 1830, como crime grave, caso não tivessem êxito:
"Art. 87. Tentar via correio, e por fatos, destronizar o Imperador; privá-lo em todo ou em parte da sua autoridade constitucional; ou alterar a ordem legítima da sucessão. Penas de prisão com trabalho por cinco a quinze anos. Se o crime se consumar: penas de prisão perpétua com trabalho no grau máximo; prisão com trabalho por vinte anos no grau médio; e por dez anos no grau mínimo."
Os republicanos da atualidade, como aqueles que haviam fundado o Partido Republicano Carioca, foram, a partir de 15 de novembro, chamados de Republicanos históricos. Os políticos que aderiram à república, somente depois de ela ter sido proclamada, passaram a ser conhecidos como os Republicanos do dia 16 de novembro, sendo que o mais conhecido destes foi Ruy Barbosa.
A mobilização dos republicanos e militares não ocorreu sem episódios de violência, como é o caso do Atentado ao Barão de Ladário, onde o barão foi alvejado a tiros ficando gravemente ferido. Recentes estudos históricos (2021) elucidam que houve também outras vítimas: trata-se do Massacre de 17 de novembro, onde ex-escravos monarquistas do Maranhão (denominados "cidadãos do 13 de maio"), temendo pela segurança da princesa Isabel, protestaram contra a Proclamação da República. Diante do temor de um suposto retorno à escravidão, enfrentaram tropas republicanas. Segundo o levantamento de Matheus Gato, quatro ex-escravos foram mortos e há o registro de pelo menos uma dezena de feridos.
O Diário Popular de São Paulo publicou, em 18 de novembro, artigo do jornalista Aristides Lobo nomeado ministro do interior do Governo Provisório, e que fora testemunha ocular da proclamação da república. Neste artigo de grande repercussão, é mostrado que o movimento foi essencialmente militar, não havendo participação popular na proclamação da república:
| “ | Por ora, a cor do governo é puramente militar e deverá ser assim. O fato foi deles, deles só porque a colaboração do elemento civil foi quase nula. O povo chorou com aquilo tudo bestializado, atônito, surpreso, sem conhecer o que significava. Muitos acreditaram seriamente estar vendo uma parada! | ” |

### República da Espada

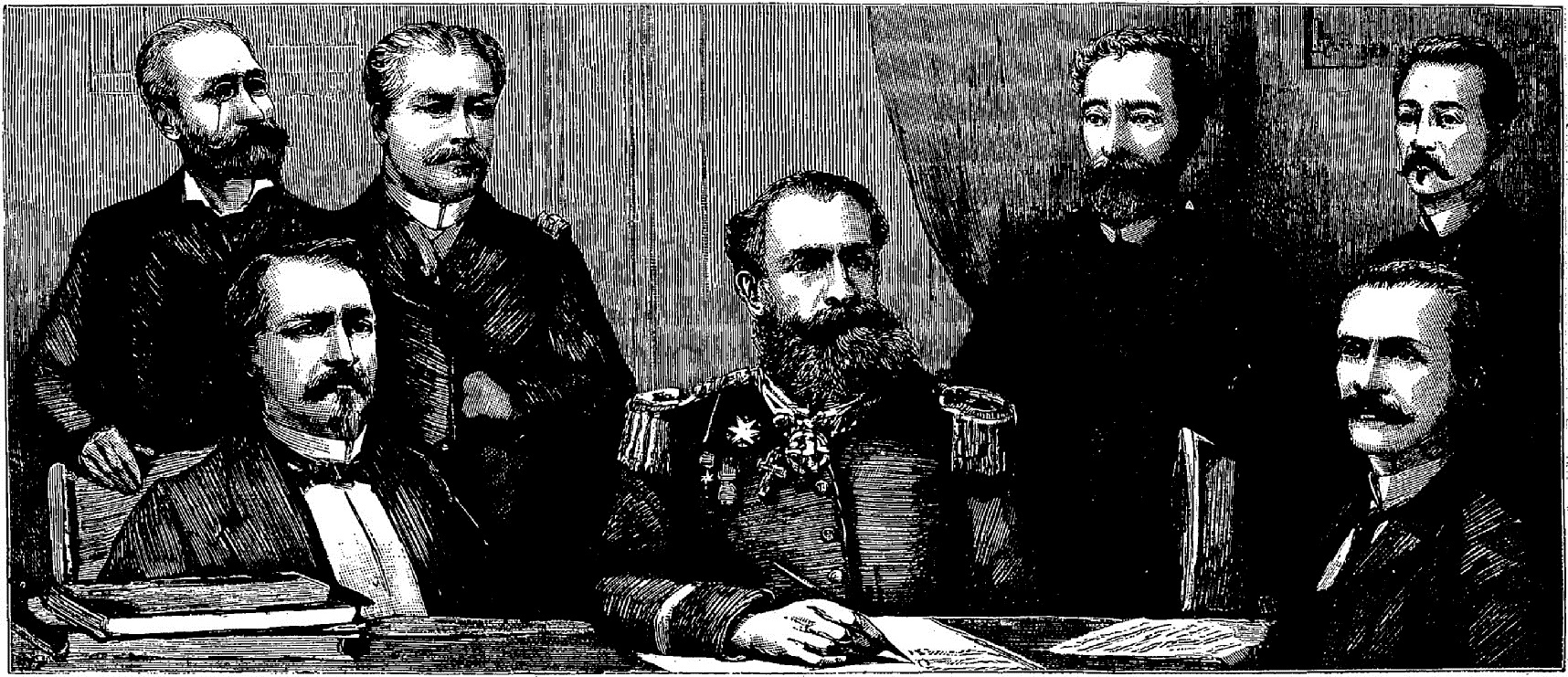
O novo ministério: Aristides Lobo, Ministro do Interior; Eduardo Wandenkolk, Ministro da Marinha; Tenente Coronel Benjamin Constant, Ministro da Guerra; Marechal Deodoro da Fonseca, Presidente da República; Quintino Bocaiúva, Ministro dos Negócios Estrangeiros; Demétrio Ribeiro, Ministro da Agricultura; e Rui Barbosa, Ministro da Fazenda.

Com a vitória em 15 de novembro de 1889 do movimento republicano liderado pelos oficiais do exército, foi estabelecido um "Governo Provisório", chefiado pelo Marechal Deodoro da Fonseca, no qual todos os membros do ministério empossados no dia 15 de novembro eram maçons.

Primeira Bandeira Republicana, criada por Ruy Barbosa, usada entre 15 e 19 de novembro de 1889.

Durante o governo provisório foi decretada a separação entre Estado e Igreja; foi concedida a nacionalidade brasileira a todos os imigrantes residentes no Brasil; foram nomeados governadores para as províncias que se transformaram em estados.
A família imperial brasileira foi banida do território brasileiro, só podendo a ele retornar a partir de 1920, pouco antes do falecimento, em 1921, da Princesa Isabel, herdeira do trono brasileiro, e pouco antes do centenário da independência do Brasil, que foi comemorado em 1922. O decreto 4 120 de 3 de setembro de 1920 revogou o banimento da família imperial.
O "Governo Provisório" terminou com a promulgação, em 24 de fevereiro de 1891, da primeira constituição republicana do Brasil, a constituição de 1891, passando, a partir daquele dia, Deodoro a ser presidente constitucional, eleito pelo Congresso Nacional, devendo governar até 15 de novembro de 1894. Deodoro, apoiado pelos militares, derrotou o candidato dos civis, Prudente de Morais.

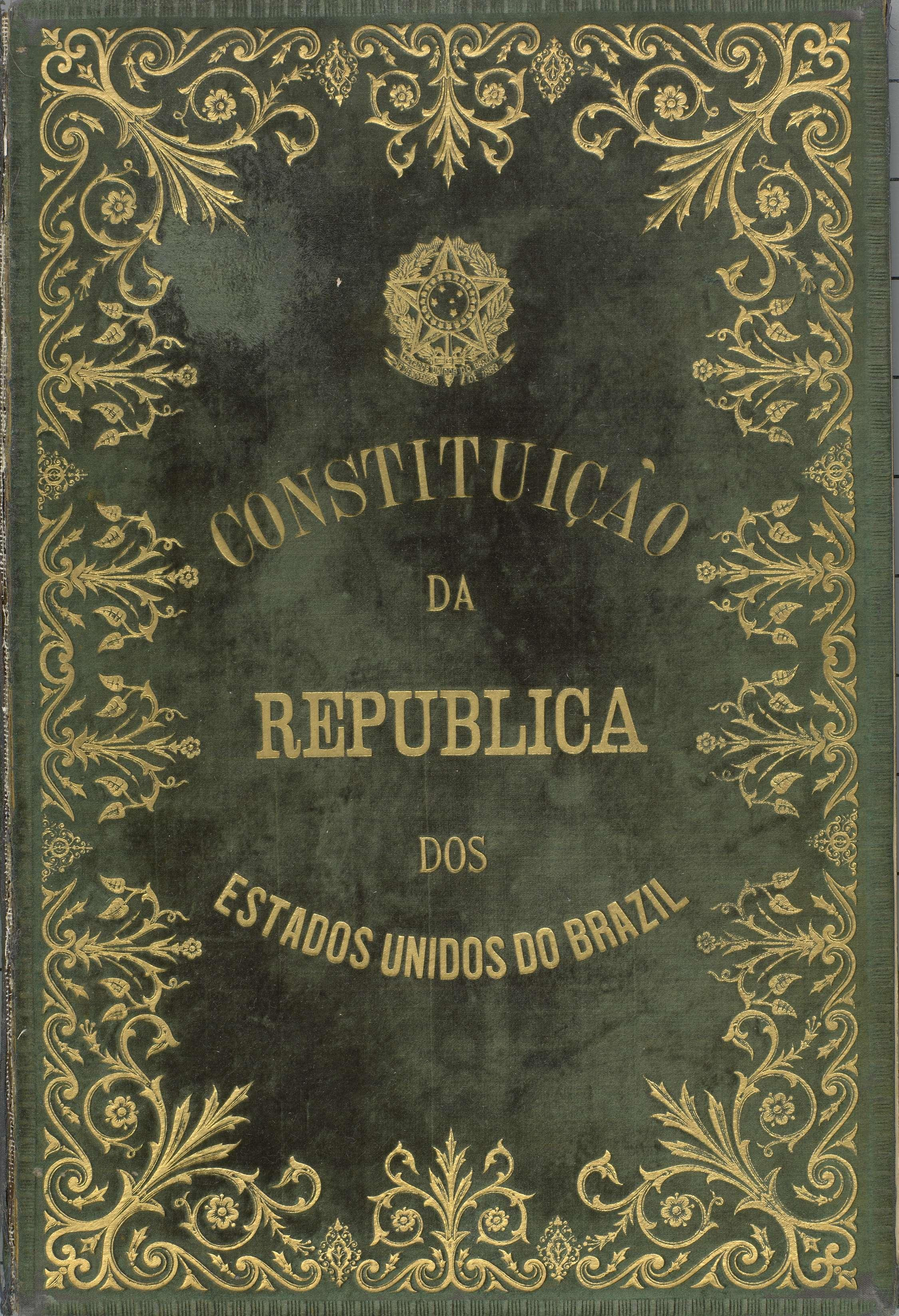
Constituição de 1891. Documento sob guarda do Arquivo Nacional.

Foi criada uma nova bandeira nacional, em 19 de novembro, com o lema positivista "Ordem e Progresso", embora o lema por inteiro dos positivistas fosse "O amor por princípio, a ordem por base e o progresso por fim". Foram mantidas as cores verde e amarela da bandeira imperial, pois o decreto n.º 4, que criou a bandeira republicana, nos seus considerandos diz que: "as cores da nossa antiga bandeira recordam as lutas e as vitórias gloriosas do exército e da armada na defesa da pátria, e que essas cores, independentemente da forma de governo, simbolizam a perpetuidade e integridade da pátria entre as outras nações".
Em 23 de dezembro de 1889, o decreto nº 85A cria a primeira lei de imprensa republicana, segundo a qual uma junta militar poderia processar e julgar sumariamente abusos da manifestação do pensamento; esse decreto ganhou o apelido de decreto-rolha e foi reforçado e ampliado pelo decreto nº 295 de 29 de março de 1890. Foi a primeira vez que se censurava a imprensa desde o Primeiro Reinado de Pedro I. Esses decretos estabelecendo censura à imprensa foram revogados em 22 de novembro de 1890 pelo decreto nº 1 069.

#### Constituição de 1891

Promulgada a 1.ª Constituição Republicana assumem o poder os Marechais Manuel Deodoro da Fonseca e Floriano Peixoto.

No início de 1890, iniciaram-se as discussões para a elaboração da nova constituição, que seria a primeira constituição republicana e que vigoraria durante toda a República Velha. Após um ano de negociações com os poderes que realmente comandavam o Brasil, a promulgação da Constituição Brasileira de 1891 aconteceu em 24 de fevereiro de 1891. O principal autor da constituição da República Velha foi Ruy Barbosa. A Constituição de 1891 era fortemente inspirada na Constituição dos Estados Unidos. Outro elemento relevante nesse contexto é a influência do Positivismo, corrente filosófica formulada na França por Auguste Comte. De acordo com VALENTIM:
"Com sua influência ampla e profunda na sociedade brasileira, principalmente na elite militar e política, o Positivismo foi a base fundamental da compilação do texto da Constituição de 1891 e também da implantação da República pelos militares em 1889. VALENTIM 2010. p. 41. Também, segundo o mesmo autor: "Uma das maiores e mais complexas transformações políticas e sociais que essa corrente filosófica proporcionou [por ser a mentalidade norteadora da cúpula militar na pessoa de Benjamim Constant principalmente] foi a separação entre o Estado e a Igreja no Brasil." VALENTIM 2010. p. 41.
Somente em 21 de abril de 1993 o povo brasileiro pode livremente escolher, através de um plebiscito nacional, o sistema de governo (presidencialismo ou parlamentarismo). A escolha popular por ampla maioria de 84% dos votos válidos foi pela república presidencialista.
No início da república, muito se temeu, especialmente no meio militar, uma restauração monárquica, que se aproveitaria da fragilidade do novo regime republicano. Manifestações a favor da volta da Monarquia eram reprimidas.

#### Governo de Deodoro da Fonseca

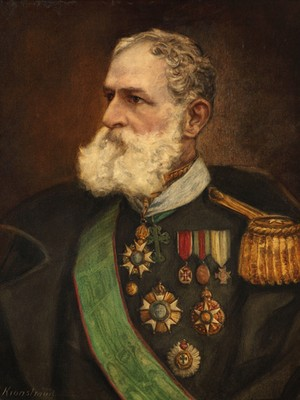
Deodoro da Fonseca, o primeiro presidente do Brasil.

O Marechal Deodoro da Fonseca foi o primeiro presidente do Brasil, governando 1 ano e 3 meses no "Governo Provisório" e 9 meses como presidente eleito pela Assembleia Nacional Constituinte em 25 de fevereiro de 1891, ainda na chamada "República da Espada". Seu governo foi marcado por crises econômicas e movimentos contra a sua forma autoritária de governar.
O presidente, buscando solucionar os problemas econômicos do Brasil e industrializar realmente o país, optou pela continuidade do processo de liberalização da economia, apelidado de encilhamento, iniciado ainda durante a monarquia, sob o último ministro da fazenda imperial, o Visconde de Ouro Preto, e continuada por Ruy Barbosa, que consistia em permitir crédito livre a indústrias que desejassem instalar-se em território nacional. Essa política econômica permitia que os bancos emitissem moeda sem qualquer exigência de lastro em ouro. Essa política econômica deveria fazer com que as empresas pudessem pagar seus operários e, aumentando o mercado consumidor, estimular a indústria. O que aconteceu, porém, foi que a inflação elevou-se de modo exagerado. Os lançamentos de ações na Bolsa de Valores do Rio de Janeiro se davam livremente, até por empresas fantasmas, agravando ainda os efeitos negativos e a credibilidade do processo.
Em 22 de agosto de 1891, o Congresso Nacional exibiu um conjunto de leis que visava à redução de poder do presidente da república Deodoro da Fonseca, que, então, aplicou um golpe de estado com o Golpe de Três de Novembro, no dia 3 de novembro de 1891. Seus decretos assinados neste dia (dissolução do legislativo e estado de sítio) foram frustrados por resistências espalhadas por todo o país. Após a pressão dos militares, que apontaram canhões para o Rio de Janeiro, Deodoro da Fonseca renunciou ao cargo, em 23 de novembro de 1891, deixando Floriano Peixoto, vice-presidente, em seu lugar.
Porém, o governo de Floriano Peixoto foi considerado inconstitucional porque entendia que Deodoro da Fonseca não cumprira ainda dois anos de mandato, como dizia artigo 42 da Constituição de 1891, devendo-se pois proceder-se a nova eleição para presidente e vice-presidente:
O artigo 42 da constituição de 1891 dizia: "Se, no caso de vaga, por qualquer causa, da Presidência ou Vice-Presidência, não houver ainda decorrido dois anos do período presidencial, proceder-se-á nova eleição".
Floriano Peixoto entendia, porém, que Deodoro da Fonseca fora empossado na presidência da república em 15 de novembro de 1889, portanto havia mais de 2 anos, os quais se completaram em 15 de novembro de 1891, oito dias antes da renúncia de Deodoro da Fonseca.

#### Governo de Floriano Peixoto

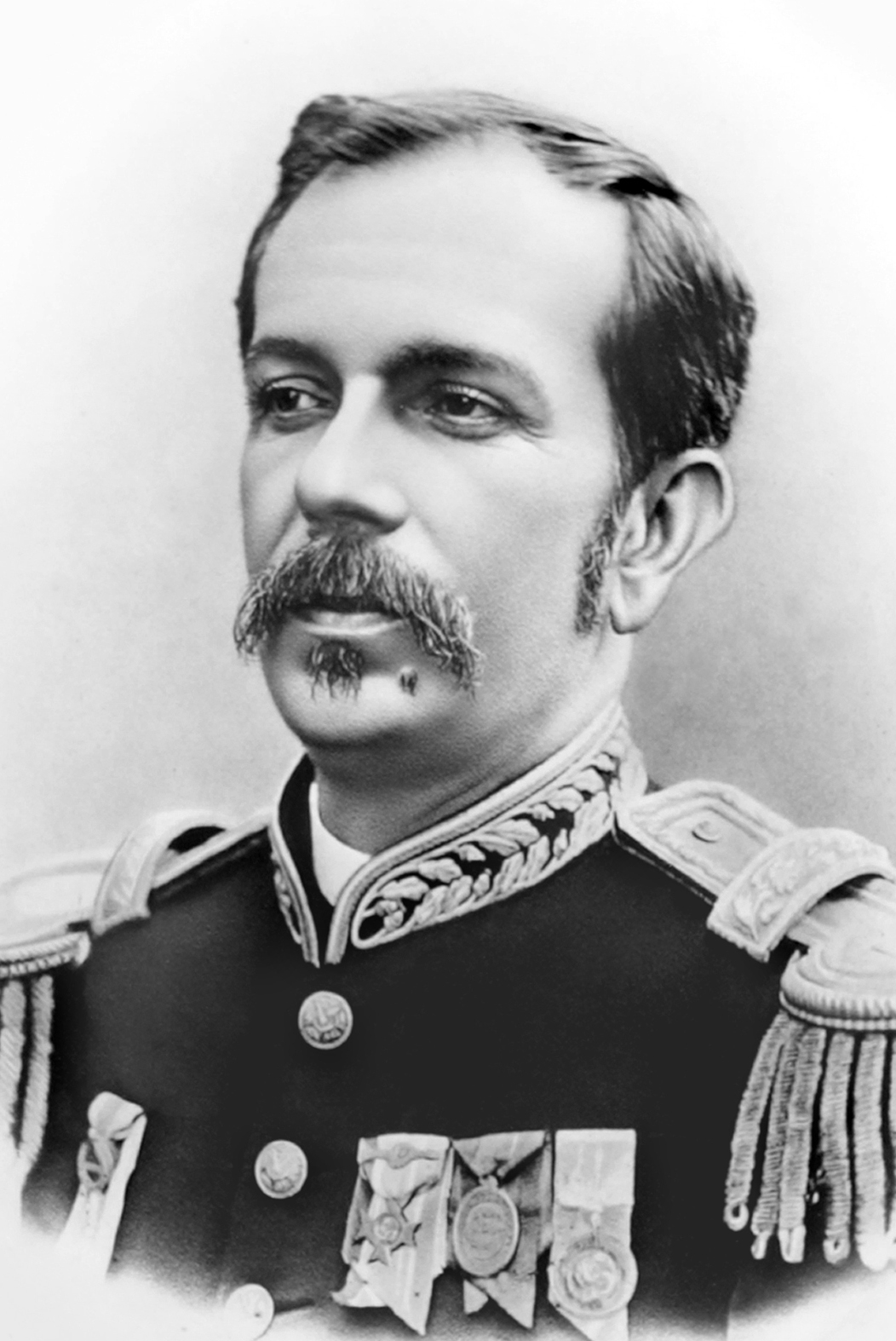
Floriano Peixoto.

Floriano Peixoto, governando no lugar de Deodoro da Fonseca, que havia renunciado, podia ficar no poder por apenas três meses, após isso eleições seriam promovidas para eleger um novo presidente. A Constituição de 1891, no seu artigo 42.º, dizia que se, "por qualquer causa", ficasse vago o cargo de presidente, não havendo decorrido, ainda, dois anos de mandato do titular, seriam realizadas novas eleições para presidente. Assim o mandato de Floriano Peixoto como presidente, que se estendeu de 23 de novembro de 1891 a 15 de novembro de 1894, foi considerado, pelos seus adversários, como sendo inconstitucional, pois Deodoro da Fonseca governou como presidente constitucional somente a partir da data da promulgação da Constituição de 1891, 24 de fevereiro de 1891, portanto Deodoro não havia cumprido ainda dois anos de mandato.
Durante seu governo, Floriano Peixoto, buscando apoio popular, tomou medidas para melhorar as condições de vida da população do Brasil, que após um governo de crises econômicas, encontrava-se em situação pouco privilegiada. O presidente buscou reduzir os impostos dos produtos de primeira necessidade, chegou até a zerar o imposto sobre a carne, mesmo assim, não recebeu muito apoio para permanecer no poder e contra seu governo enfrentou a Revolução Federalista e a Revolta da Armada. Neste ínterim, em 1894, ocorreu o episódio do Massacre da Ilha de Anhatomirim, onde cerca de 185 opositores políticos ao governo de Floriano foram executados sumariamente por fuzilamento.
Floriano Peixoto foi sucedido pelo vencedor das eleições, Prudente de Morais, marcando o final da "República da Espada" com a eleição de uma pessoa não militar e iniciando a República Oligárquica, marcada pela política do "café com leite".

### República oligárquica

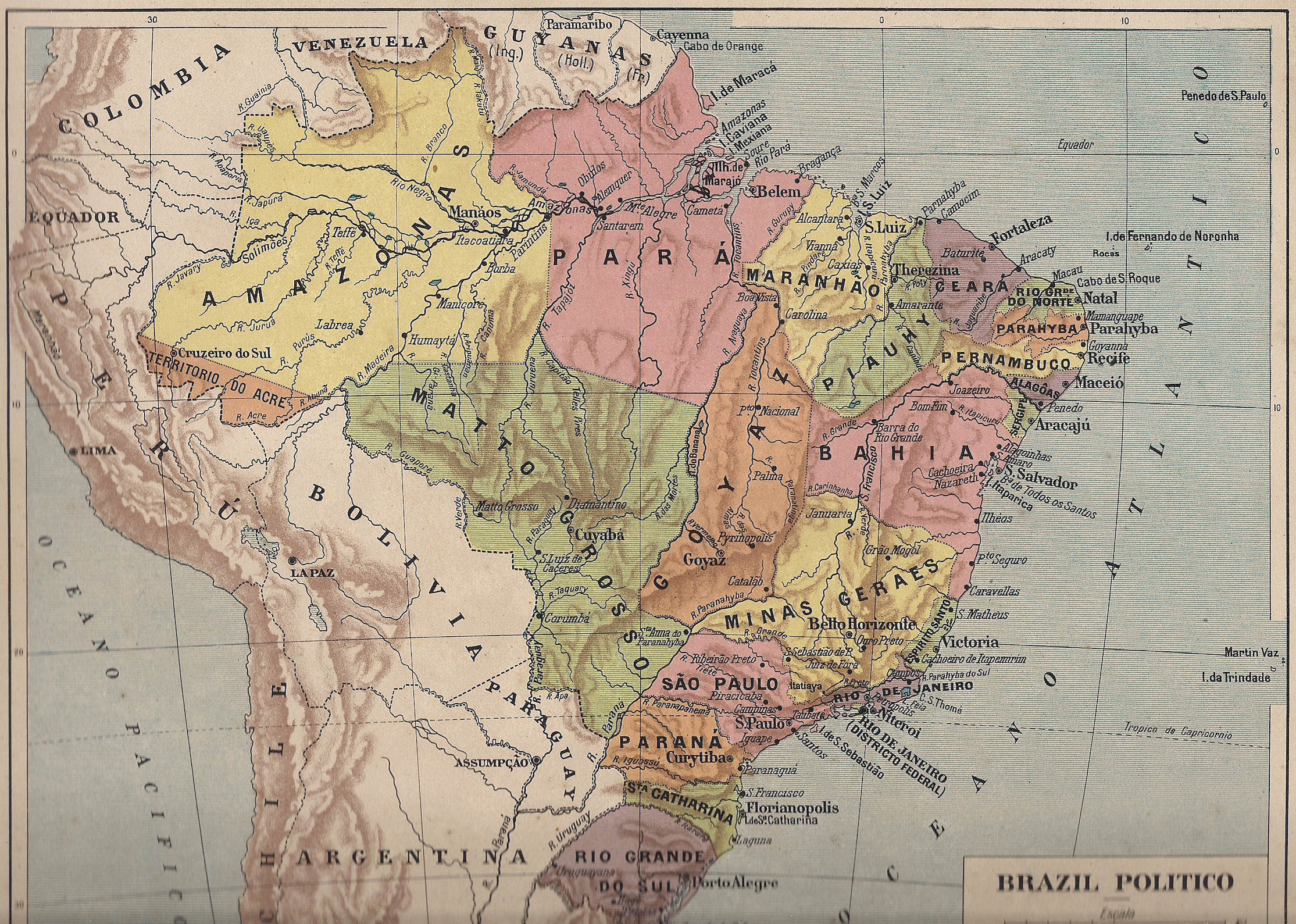
O Brasil no ano do centenário de sua Independência (1922).

Em 1894, com a saída de Floriano Peixoto, começou a se formar a República Oligárquica, dominada pelas oligarquias paulistas, mineiras e gaúchas. Minas Gerais era o estado mais populoso, com a maior representação na Câmara dos Deputados, seguido de São Paulo.
Não foi de imediato que os militares, que fizeram a Proclamação da República, se afastaram da política. Só depois da morte de Floriano Peixoto em 1895, do desgaste dos militares com a Campanha de Canudos e do assassinato do ministro da Guerra de Prudente de Morais, foi que os militares se afastaram do poder, voltando à política somente entre 1910 e 1914 no governo Hermes da Fonseca e no movimento denominado tenentismo na década de 1920. Por isso pode-se afirmar que, de fato, a República oligárquica só se consolidou em 15 de novembro de 1898, com a posse do segundo presidente civil, Campos Sales.
Na República Oligárquica (1894-1930) o poder político federal ficou nas mãos das oligarquias cafeeiras paulistas e mineiras, influenciado também pela figura do senador gaúcho Pinheiro Machado até 1916. São Paulo e Minas Gerais dominaram o governo federal na maior parte desse período de 1894 a 1930 por meio da chamada "política do café com leite". O "café" é referência a São Paulo, maior centro produtor e exportador de café do país, e o "leite" é uma referência a Minas Gerais, tradicional produtor de leite. Minas Gerais era o segundo maior produtor de café na República Velha.
O Rio Grande do Sul teve influência na política nacional graças ao prestígio pessoal do senador Pinheiro Machado, assassinado em 1916. A partir daí, a influência gaúcha declinou porque o estado do Rio Grande do Sul ficou muito desunido devido ao conflito interminável entre o PRR e o Partido Libertador. Quando estes dois partidos foram finalmente unidos, por Getúlio Vargas, em 1928, o Rio Grande do Sul conseguiu lançar finalmente um candidato à presidência da república: o próprio Getúlio em 1930.

#### Política do café com leite

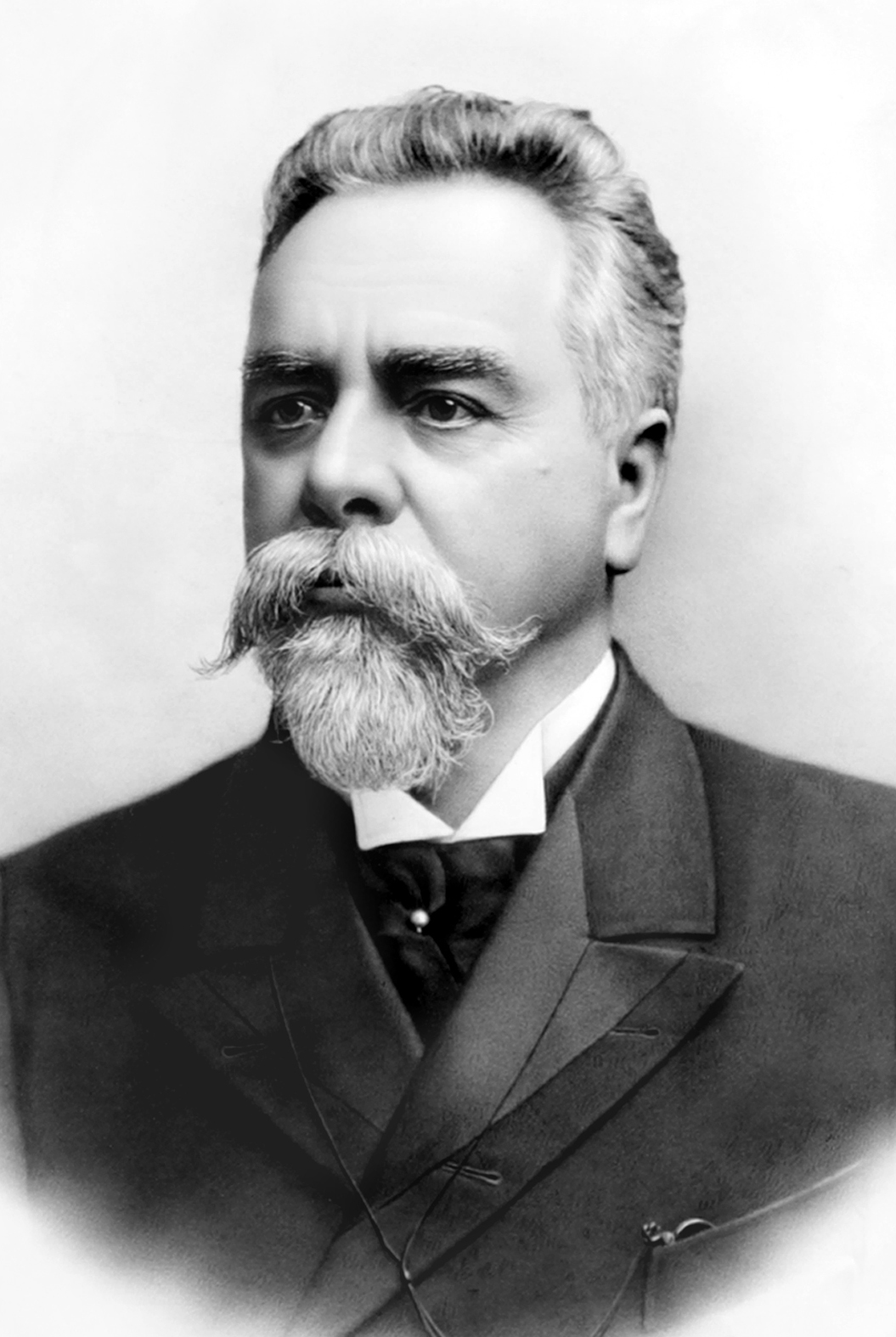
O paulista Campos Sales. Foi com este presidente que houve o início formal da política do café com leite.

A política do café com leite foi um acordo firmado entre as oligarquias estaduais e o governo federal para que houvesse uma alternância de poder entre os políticos de São Paulo e Minas Gerais. Foi formalmente instituída no governo de Campos Sales. O nome desse acordo era porque São Paulo era produtor de café e Minas Gerais de leite. Assim, a escolha do presidente ficava com o Partido Republicano Paulista (PRP) e o Partido Republicano Mineiro (PRM). Essa política era muito criticada pelos empresários ligados à indústria, que, naquele período, estava em expansão.
Para garantir que o resultado da votação seja de maneira desejada pelos articuladores da política do café com leite, utilizavam-se de diversas ferramentas, entre elas o coronelismo, o voto de cabresto e a política dos governadores.
Essa política foi quebrada por Washington Luís, que era paulista e apoiou para a presidência de outro paulista, Júlio Prestes. Com essa indicação, o pacto de revezamento entre paulistas e mineiros foi rompido, o que fez com que os mineiros se unissem aos políticos do Rio Grande do Sul e apoiassem outro candidato à presidência.
A política de um lado, fortaleceu a agricultura e a pecuária na região Sudeste do Brasil. Por outro lado, a região Centro-Oeste, a região Norte e a região Nordeste ganharam pouca atenção dos políticos e os problemas dessas regiões foram agravados.
A política do café com leite que inicialmente foi o arranjo político no qual se lançava um paulista candidato a presidente e um mineiro a vice-presidente, surgiu com a preocupação de Campos Sales com a estabilidade política do Brasil que não contava com partidos políticos organizados a nível nacional, assim se expressando Campos Sales em relação à necessidade de ele próprio conduzir sua sucessão presidencial que se daria em 1902, para a qual Campos Sales indicou o paulista Rodrigues Alves como candidato à presidência:
| “ | Se nos achássemos em condições normais de vida política, com partidos políticos bem assinalados entre si, obedecendo cada um à autoridade de seus chefes legítimos […] conservar-me-ia em posição neutra para oferecer aos contendores todas as garantias eleitorais, mas bem diversa é a situação da república […] e é preciso evitar, com decidido empenho, as agitações sem base no interesse nacional que não serviriam senão para levar à arena política as ambições perturbadoras que têm sido e serão sempre os eternos embaraços à proficuidade da ação administrativa […] (e explica a necessidade de um vice mineiro para Rodrigues Alves). Tenho motivos para acreditar que Minas só aceitará a combinação que também entrar um mineiro e para evitar embaraços julgo conveniente indicar Silviano Brandão para vice-presidente! | ” |

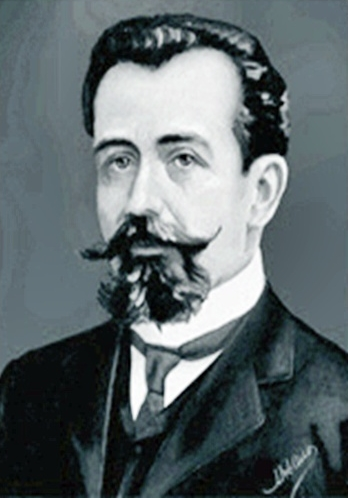
O pernambucano Rosa e Silva, vice-presidente no governo de Campos Sales. Rio Grande do Sul e Pernambuco eram respectivamente a terceira e quarta unidades federativas mais industrializadas do Brasil em 1907 (primeira década da política do café com leite), após Rio de Janeiro, então Distrito Federal, e São Paulo.

Uma característica peculiar da política brasileira durante a República Oligárquica foi a "Política dos Estados", vulgarmente conhecida como "política dos governadores", instituída no governo de Campos Sales.
As eleições presidenciais ocorriam, de quatro em quatro anos, em 1 de março, e a posse dos eleitos se dava no dia 15 de novembro do ano da eleição presidencial. O candidato oficial a presidente da República era escolhido através de um acordo nacional entre os presidentes dos estados.
De acordo com essa obra de engenharia política, o poder federal não interferia na política interna dos estados e os governos estaduais não interferiam na política dos municípios, garantindo-se lhes a autonomia política e a tranquilidade nacional.
O Presidente da República apoiava os atos dos presidentes estaduais como a escolha dos sucessores desses presidentes de estados, e, em troca, os governadores davam apoio e suporte político ao governo federal, colaborando com a eleição de candidatos, para o Senado Federal e para a Câmara dos Deputados, que dessem total apoio ao Presidente da República. Assim as bancadas dos estados no Senado Federal e na Câmara dos Deputados não ofereciam obstáculos ao presidente da república, o qual conduzia livremente seu governo. Os presidentes da república seriam sempre ex-presidentes de estado, o que garantia que teriam grande experiência administrativa.
Sobre sua Política dos Estados, Campos Sales explicou:
| “ | Outros deram à minha política a denominação de "Política dos Governadores". Teriam acertado se dissessem "Política dos Estados". Esta denominação exprimiria melhor o meu pensamento! | ” |

E Campos Sales definiu assim sua Política dos Estados:
| “ | Neste regime, disse eu na minha última mensagem, a verdadeira força política, que no apertado unitarismo do Império residia no poder central, deslocou-se para os Estados. A Política dos Estados, isto é, a política que fortifica os vínculos de harmonia entre os Estados e a União é, pois, na sua essência, a política nacional. É lá, na soma destas unidades autônomas, que se encontra a verdadeira soberania da opinião. O que pensam os Estados pensa a União! | ” |

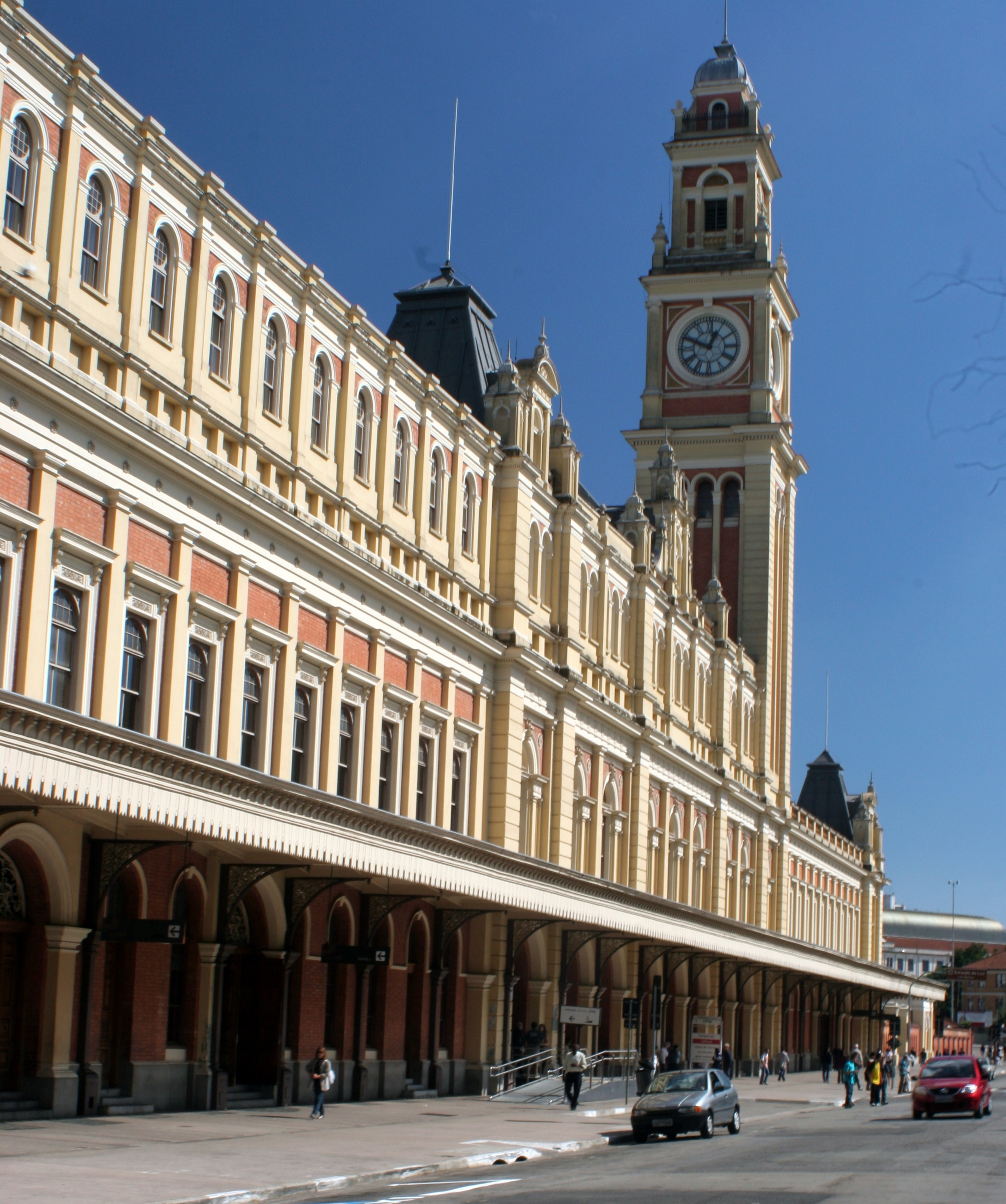
Estação da Luz, um dos símbolos do poder paulista no auge da política do café com leite.

A carreira política era feita dentro dos partidos políticos republicanos estaduais; não havia partidos políticos nacionais. Os principais partidos eram o PRM (Partido Republicano Mineiro), o PRP (Partido Republicano Paulista) e o PRR (Partido Republicano Rio-grandense).
Houve uma tentativa de se criar um partido político nacional no início da república que foi o Partido Republicano Federal, de Francisco Glicério, e que teve curta existência. Outro partido organizado a nível federal que teve também curta existência foi o Partido Republicano Conservador, criado pelo senador Pinheiro Machado em 1910, e que se esvaziou com a morte daquele senador em 1916.
Predominava nestes políticos o espírito liberal de governo, sendo que políticos de tendência esquerdista apareceriam, em partidos políticos legalizados, somente depois de 1930, na "República Nova".
O acesso à carreira política era aberto a todos, nos partidos republicanos estaduais, desde que não se desviasse do credo liberal republicano, na época chamado de conservador. Monarquistas nunca mais foram aceitos na política, até os dias de hoje.
Houve um presidente mulato: Nilo Peçanha e um vice-presidente mulato Fernando de Mello Vianna; vários que tiveram infância pobre, como o próprio Nilo Peçanha, Epitácio Pessoa, Artur Bernardes e Delfim Moreira.
A maioria dos presidentes da República Velha começou a carreira profissional como advogados e promotores públicos. Em geral, os presidentes da República Velha iniciaram suas carreiras políticas apoiados por líderes políticos locais (os Coronéis), mas, com exceção dos 3 presidentes paulistas, não eram eles próprios coronéis.
A Política dos Estados significava, na verdade, a impossibilidade da oposição esquerdista na política brasileira, uma vez que os representantes populares eram escolhidos mediante pactos entre o governo federal e os governos estaduais, legalizado por eleições fraudulentas, sem espaço para candidatos independentes de esquerda.
Nesse período, havia a "Comissão de Verificação de Poderes" do Congresso Nacional, que era um órgão encarregado de fiscalizar o sistema eleitoral brasileiro, que não ratificava parlamentares eleitos que não apoiassem a "Política dos Estados".
O único momento em que a "Política dos Estados" falhou, foi quando Afonso Pena morreu durante a sua presidência e o controle da sucessão presidencial caiu nas mãos de Nilo Peçanha. Este apoiou o candidato militar Hermes da Fonseca, que derrotou, em 1 de março de 1910, nas urnas, o candidato Rui Barbosa apoiado por São Paulo, que lançou seu governador Albuquerque Lins como candidato a vice-presidente na chapa de Rui Barbosa, na chamada Campanha Civilista.

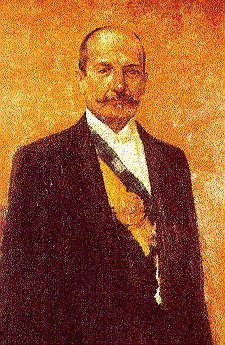
Presidente Hermes da Fonseca.

O Marechal Hermes da Fonseca foi então eleito para governar de 1910 a 1914. O resultado foi quatro anos de guerra civil nos estados que ficou conhecida como "Política das Salvações", onde se tentava, com o apoio do governo federal, a derrubada de quase todos os presidentes dos estados que não apoiaram a eleição de Hermes da Fonseca.
São Paulo conseguiu ficar livre de intervenção federal, especialmente porque tomou posse, como seu presidente, em 1 de maio de 1912, o Conselheiro Rodrigues Alves, que gozava de grande prestígio em todo o Brasil, não se atrevendo o governo de Marechal Hermes da Fonseca a derrubá-lo.

### Política dos governadores
Existia uma política em que o presidente apoiava os governadores dos estados e os governadores garantiam a eleição para o congresso de certos candidatos oficiais, estabelecendo assim um apoio mútuo entre os governadores e o presidente. Essa política, firmada no governo de Campos Salles, foi chamada de política dos governadores. Confundida erroneamente com a política do café com leite, ela foi um desdobramento da política dos governadores.
Essa política uniu os interesses dos políticos locais, que estavam sendo sufocados pela monarquia, à política federal, que estava apoiando o setor cafeeiro. Dessa maneira, uma autonomia tanto para o governo federal quanto para as oligarquias estaduais, embora um dependesse politicamente do outro.
O fortalecimento dos coronéis foi uma das consequências dessa política. Como os governadores precisavam sustentar politicamente o governo federal, as oligarquias estaduais passaram a manipular as eleições de senadores e deputados, para assim fortalecer o presidente da república. Para isso, o modelo de eleição da época, que não exigia o voto secreto, era fundamental.
Outra consequência dessa política era a predominância de São Paulo e Minas Gerais perto dos demais estados, chegando ao ponto de controlar acordos para a sucessão presidencial por mais de trinta anos. Essa consequência era a política do café com leite.

### Coronelismo

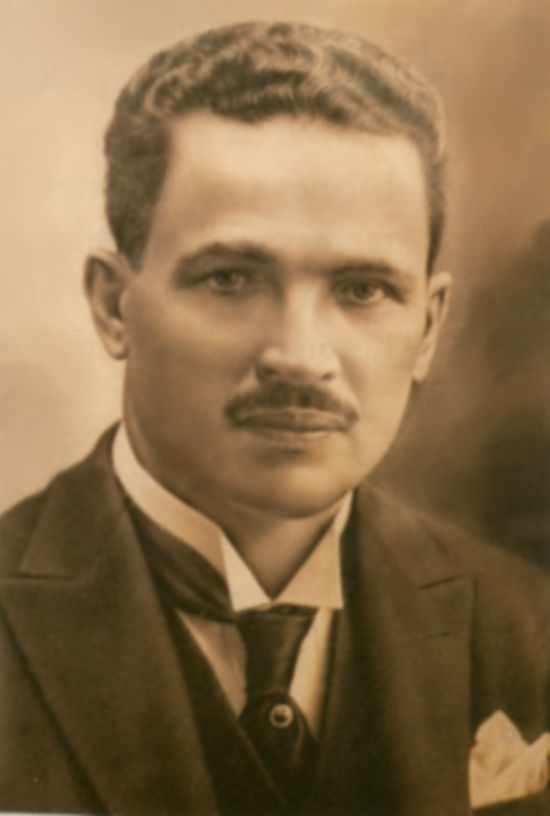
Horácio de Matos, coronel da Bahia.

Quem organizava a vida política, diretamente no contato com a população, nos municípios, era a figura "carismática" do "coronel". Sempre fazendeiro, sendo geralmente o líder da maçonaria local, o coronel, apesar do nome, era um líder essencialmente civil, em um país com 80% de sua população rural, onde tinha que se caminhar muito para fazer política. Era o coronel o elo entre a população e o poder estatal.
Durante a República Velha, os coronéis tinham um domínio sobre suas terras e uma influência sobre algumas regiões. O domínio dos coronéis sobre suas terras permitiu que eles controlassem os eleitores em seus currais eleitorais, que eram regiões controladas politicamente pelos coronéis, para que esses eleitores sempre votassem nos candidatos impostos pelo coronel. Esse tipo de voto era conhecido como voto de cabresto.
O poder dos fazendeiros chegou a ser tão grande, que o geógrafo francês Pierre Monbeig chamou, em seu estudo "Pioneiros e fazendeiros de São Paulo", o governo estadual paulista da república velha de "O governo dos fazendeiros". O poder e autonomia do Coronel eram muito grandes, a ponto de um irmão do Presidente Rodrigues Alves dizer:
| “ | No Brasil manda o "Chiquinho de Paula", aqui em Guaratinguetá, mando eu! | ” |

Os jagunços controlavam os votos através da coerção física. Dessa maneira, os eleitores que fossem contra a aspiração do coronel, eram punidos, com perda de trabalho ou até mesmo sendo vítimas de homicídio. Para controlar os votos, os coronéis também fraudavam as votações, alterando votos, sumindo com as urnas e até mesmo patrocinavam a prática do voto fantasma.Essa prática consistia em falsificar documentos para que os eleitores pudessem votar várias vezes e até mesmo utilizar nomes de falecidos nas eleições.
Entre trocas de alguns favores políticos, os coronéis garantiam a eleição de certos representantes que controlavam o cenário político nacional. Sem dificuldades, o resultado das eleições poderia ser forjado para favorecer a pequena elite de proprietários.
O termo coronel começou a ser usado, no Brasil, por líderes políticos locais já no período da Regência, a partir de 1831, quando foi criada a Guarda Nacional em substituição às Companhias de Ordenanças, extintas naquele ano e que foram de grande importância na época do Brasil Colônia.
A patente mais alta na Guarda Nacional era a patente de coronel, a qual era atribuída ao fazendeiro mais importante de uma região, na qual havia um batalhão formado da Guarda Nacional. A Guarda Nacional se destacou nas Revoltas liberais de 1842, Guerra contra Oribe e Rosas e na Guerra do Paraguai, quando os fazendeiros sustentavam adicionalmente as tropas dos voluntários da pátria, convocando-as e soldando-as, ganhando, assim, um apoio descomunal nesse período. Aos poucos, após a Guerra do Paraguai, a Guarda Nacional foi se tornando simbólica, não reunindo mais tropas, e foi extinta em 1918 no período de Venceslau Brás.
O coronelismo perdeu força após a revolução de 1930 e por isso, deixou de existir em diversas regiões do Brasil. Mas algumas práticas do coronelismo, como a fraude eleitoral e a compra de votos continuou, por muito tempo, existindo em várias regiões do Brasil.

### Movimentos Revolucionários
Foram várias revoltas de carácter popular, ocorridos na República Velha. Durante o período militar (1889-1894) ocorreu a Revolta da Armada séria ameaça ao governo Floriano Peixoto, e uma revolução de carácter regional, a Revolução Federalista.
Durante o período civil (1894-1930), além da questão externa da anexação do Acre, ocorreram grandes revoltas internas no país de caráter localizado: a Guerra de Canudos, a Revolta da Vacina, a Revolta da Chibata, a Sedição de Juazeiro e a Guerra do Contestado. Outras revoltas de caráter estadual, além da citada Revolução Federalista, foram: a Revolução de 1923 e a República de Princesa ocorrida na Paraíba em 1930. Nenhuma delas porém, se constituiu numa tentativa de se derrubar o governo federal.
Já, o movimento tenentista, que gerou a revolta do Forte de Copacabana em 1922, e a Coluna Prestes a partir da Revolta Paulista de 1924, se constituiu em séria ameaça ao governo federal. Apesar de debelados, o descontentamento geral em relação ao regime da República Velha, tanto por parte de setores da sociedade civil alijados dos processos de decisão, quanto da baixa oficialidade do exército, levaram em outubro de 1930, ao movimento que pôs um fim a este período da história brasileira.
Durante este período, ocorreram também as primeiras greves operárias em 1907 e 1917, (chamadas, na época, de movimentos paredistas, ou paredes) e o crescimento de movimentos anarquistas e comunistas nos grandes centros urbanos do país, sobretudo entre os imigrantes espanhóis e italianos.

### Primeira Guerra Mundial

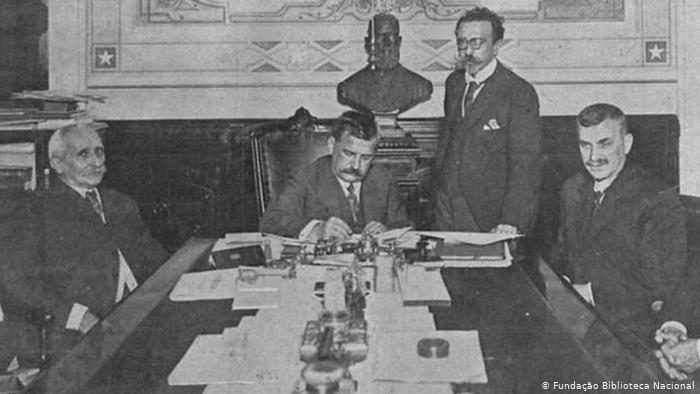
O presidente da República, Venceslau Brás, declara guerra contra o Império Alemão e seus aliados, 1917.

Embora tenha declarado neutralidade oficialmente, em 1914, devido ao bloqueio imposto pela marinha alemã aos portos da Inglaterra e França, devido ao prolongamento daquele conflito, que inicialmente imaginava-se, seria uma guerra geograficamente restrita e de curta duração, o Brasil viu-se inevitavelmente envolvido dado o afundamento por submarinos alemães de navios da marinha mercante brasileira que faziam rota comercial próxima às costas anglo-francesas. Para contornar a carência do país em infraestrutura industrial-militar, a administração eleita em 1918, desenvolveu um plano estratégico para que o mesmo pudesse participar efetivamente do conflito na Europa, contornando essa deficiência.
No entanto, devido à conturbada situação interna, tanto política como a forte oposição popular a um maior envolvimento no conflito, tudo agravado pela disseminação do surto de gripe espanhola naquele último ano de guerra, e o próprio final da guerra ainda em 1918, fizeram com que a participação militar do país no conflito se restringisse ao envio de uma esquadra naval para participar da guerra antissubmarino no noroeste da África e mediterrâneo; e uma missão militar à Frente Ocidental, composta por pessoal do corpo médico, aviadores e membros de diversas armas terrestres. Embora insignificante para o resultado do conflito, tal participação fez com que o país obtivesse assento na Conferência de Versalhes e se tornasse um dos fundadores da Liga das Nações.

### Semana de Arte Moderna

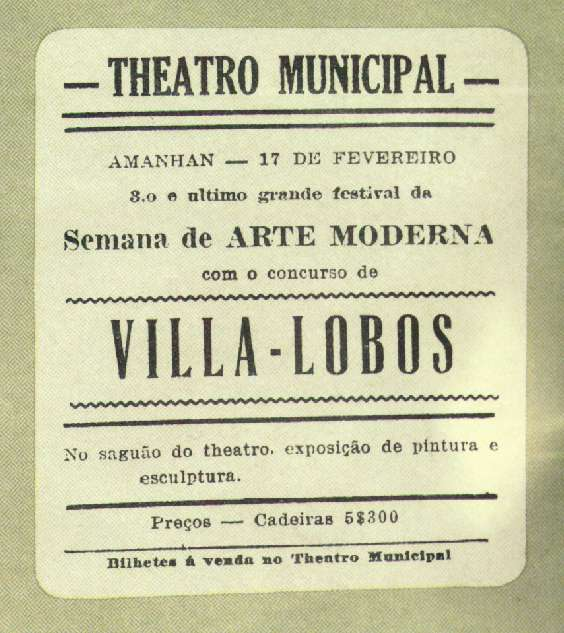
Cartaz anunciando o último dia da Semana de Arte Moderna.

Artistas e intelectuais, influenciados por transformações da época, e pela efervescência no cenário político, realizaram a Semana de Arte Moderna de 1922 durante o Governo Epitácio Pessoa em São Paulo que deu seu apoio. Também apoiou a Semana de Arte Moderna, o órgão do PRP, o Correio Paulistano e dois dos membros do PRP participaram da Semana: Menotti del Picchia e Plínio Salgado. O movimento surgiu como um marco na história cultural do país e propunha a renovação nas artes, abrindo espaço para a arte de origem nacional.
A Semana aconteceu no Teatro Municipal de São Paulo (11 a 18 de fevereiro), com exposição de pinturas modernas, com quadros de Anita Malfatti, e espetáculos nos dias 13, 15 e 17.

O segundo dia foi o mais polêmico, quando o poeta Menotti del Picchia, em sua conferência, defendeu: 
"(…) uma arte genuinamente brasileira, filha do céu e da terra, do Homem e do mistério. (…) Queremos luz, ar, ventiladores, aeroplanos, reivindicações obreiras, idealismos, motores, chaminés de fábricas, sangue, velocidade, sonho, na nossa Arte. E que o rufo de um automóvel, nos trilhos de dois versos, espante da poesia o último deus homérico, que ficou, anacronicamente, a dormir e a sonhar, na era do jazz–band e do cinema, com a flauta dos pastores da Arcádia e dos seios divinos de Helena!"
O movimento resultou na publicação de importantes livros, entre os quais: Martim Cererê, de Cassiano Ricardo, Macunaíma, de Mário de Andrade, Memórias Sentimentais de João Miramar, de Oswald de Andrade e O Estrangeiro, de Plínio Salgado. A semana recebeu críticas sendo que uma das mais fortes foi feita por Monteiro Lobato.

### Decadência e fim
Através da política dos estados de São Paulo e Minas Gerais, Artur Bernardes foi eleito presidente em 1922. Sua eleição já foi marcada pela crise das cartas falsas. Ele recebeu um país em crise, por causa das constantes rebeliões, em virtude das agitações militares e pelos primeiros efeitos da crise depois da Grande Guerra. Por isso, o governo de Artur Bernardes ficou conhecido pela decretação e pelas constantes renovações do estado de sítio.
Em São Paulo, tenentes sublevaram-se na Revolução de 1924, ao comando de Isidoro Dias Lopes e dos irmãos Juarez e Joaquim Távora. A revolução chegou a ocupar a capital do estado. No Rio Grande do Sul, a Coluna Prestes iniciou uma marcha que durou até 1927, numa luta contra as forças leais ao governo.
Em 1926, assumiu Washington Luís, cujo lema era "governar é abrir estradas". Ao contrário do presidente antecessor Artur Bernardes, se tornou popular depois que assumiu a presidência da república. Washington Luís era conciliador, por isso suspendeu o estado de sítio, mas não declarou a anistia, embora tenha dado liberdade a presos militares e civis.
No exercício da presidência, Washington Luís contava com o apoio dos proprietários de terras e ao mesmo tempo dialogava com as exigências dos grupos políticos urbanos. Embora fosse um intermediador entre grupos urbanos e os detentores do poder, Washington Luís promulgou a Lei celerada em 1927, com medo que a oposição pudesse desestabilizar o governo. A Lei Celerada censurava a voz da oposição, expressões da população e suas reuniões. A imprensa não tinha a liberdade de publicação e o intuito de reprimir movimentações de operários e tenentes fez com que o povo perdesse o direito de organizar reuniões.
Após indicar um outro paulista para a sucessão presidencial, Washington Luís desagradou à oligarquia mineira, que se uniu a outras oligarquias, como a do Rio Grande do Sul. Júlio Prestes, o indicado de Washington, conseguiu a vitória, mas ela não foi concedida, pois a Aliança Liberal (nome dado aos aliados gaúchos, mineiros e paraibanos) alegava fraudes eleitorais. Os estados aliados, principalmente o Rio Grande do Sul, arquitetaram uma revolta armada. A situação piorou ainda mais quando o candidato à vice-presidente de Getúlio Vargas, João Pessoa, foi assassinado no Recife, capital de Pernambuco. Como os motivos dessa morte foram escusos, a propaganda getulista aproveitou-se disso para usar em seu favor, pondo a culpa na oposição, além da crise econômica acentuada pela crise de 1929; a indignação, portanto, aumentou, e o Exército — que era contrário ao governo vigente desde o tenentismo — se mobilizou a partir de 3 de Outubro de 1930, também contando com os oficiais de alta patente. No dia 24 de outubro de 1930, Washington Luís foi deposto e assumiu o governo federal a Junta Governativa Provisória de 1930 formada por 2 generais de divisão e um contra-almirante. No mês seguinte, dia 3 de novembro, Júlio Prestes foi deposto e fugiu. Washington Luís foi exilado, e, o poder então foi passado pela Junta Provisória para Getúlio Vargas, iniciando a Era Vargas, um período de 15 anos que marcou a história do país.

### Sociedades Estudantis
Esse período de 1889 até 1930, chamado de República Velha, também ficou conhecido como "Primeira República", "República dos Bacharéis", "República Maçônica" e "República da Bucha", pois todos os presidentes civis daquela época eram bacharéis em direito. Quase todos foram formados na Faculdade de Direito do Largo de São Francisco, da Universidade de São Paulo, exceto Epitácio Pessoa. Artur Bernardes iniciou os estudos de direito na Faculdade Livre de Direito (atual Faculdade de Direito da Universidade Federal de Minas Gerais) e o concluiu em São Paulo. Quase todos eram membros da maçonaria.
E, quase todos, menos Epitácio Pessoa, foram membros de uma sociedade secreta da Faculdade de Direito do Largo de São Francisco, da Universidade de São Paulo, chamada de "Bürschenschaft Paulista", ou "Studentenverbindung" (algo como confraria da camaradagem, em alemão), mais conhecida como "Bucha", criada, em 1831, pelo professor Julius Frank (1808–1841). Os membros da Bucha procuravam, quando alcançavam um alto cargo político, chamar seus colegas da Bucha para sua equipe. Carlos Lacerda descreveu assim a Bucha:
| “ | Uma sociedade secreta em que os sujeitos confiavam nos companheiros, digamos "da mesma origem", que passam pelas faculdades, futuras elites dirigentes. Um dia, um sobe e chama o outro para ser governador, para ser secretário, para ser ministro e assim por diante. | ” |

Os candidatos de oposição à presidência da república também foram maçons: Rui Barbosa, também membro da Bucha, foi três vezes candidato, o Grão-Mestre Lauro Sodré, foi duas vezes candidato e o ex-presidente da república (1909-1910) e Grão-Mestre do Grande Oriente do Brasil, Nilo Peçanha foi candidato de oposição em 1922. Afrânio de Melo Franco que governou de fato o Brasil quando Delfim Moreira adoeceu também era da Bucha. Nilo Peçanha e Epitácio Pessoa foram os únicos presidentes civis que não pertenceram à Bucha, pois bacharelaram-se em direito no Recife.
Stanich Neto em "Bucha, a sociedade secreta do Direito", também explica que A Bucha viveu sua maior crise em 1926, quando uma cisão na maçonaria de São Paulo, fez com que o grão-mestre do Grão Oriente de São Paulo José Adriano Marrey Júnior criasse o Partido Democrático em São Paulo, quebrando a hegemonia do PRP, e posteriormente se unindo aos gaúchos na Revolução de 1930. Conta também Stanich Neto que ao triunfar a Revolução de 1930, a revolta contra a Bucha foi grande sendo o túmulo de Júlio Frank profanado.
Depois de vitoriosa a Revolução de 1930, a revolta contra a Bucha foi tanta que se tentou profanar o túmulo do professor Julius Frank, fundador da Bucha, na Faculdade de Direito do Largo de São Francisco de São Paulo. Porém, dois dos ministros de Getúlio Vargas, no Governo Provisório, pertenciam à Bucha.

## Demografia
A comparação entre os Censo demográfico de 1890 e 1920 retrata avanços no período — não houve censo em 1930. De 14,3 milhões de pessoas em 1890, o Brasil passou a 30,5 milhões em 1920, crescendo 113% nessas três décadas. A população urbana do país era de 7,4% em 1890 e alcançou 10% em 1920. 93,6% dos brasileiros trabalhavam no campo em 1890, ao passo que em 1920 esse percentual era de 87,2%. O consumo de energia elétrica no Brasil era de 16 Gwh em 1900, em 1920 saltou para 775 Gwh. Também ocorreu um avanço na alfabetização. Em 1890, apenas 17,4% da população brasileira eram alfabetizados. Em 1920, a taxa subiu para 28,8%.

## Economia
No campo da economia, predominou as exportações de café, base da economia e maior fonte de receita tributária. Foi também um período de modernização, com grandes surtos de industrialização, como o ocorrido durante a Primeira Guerra Mundial, porém, a economia continuaria dominada pela cultura do café, até a Quebra da Bolsa de valores de Nova Iorque, durante a Crise de 1929.

### O ciclo da borracha

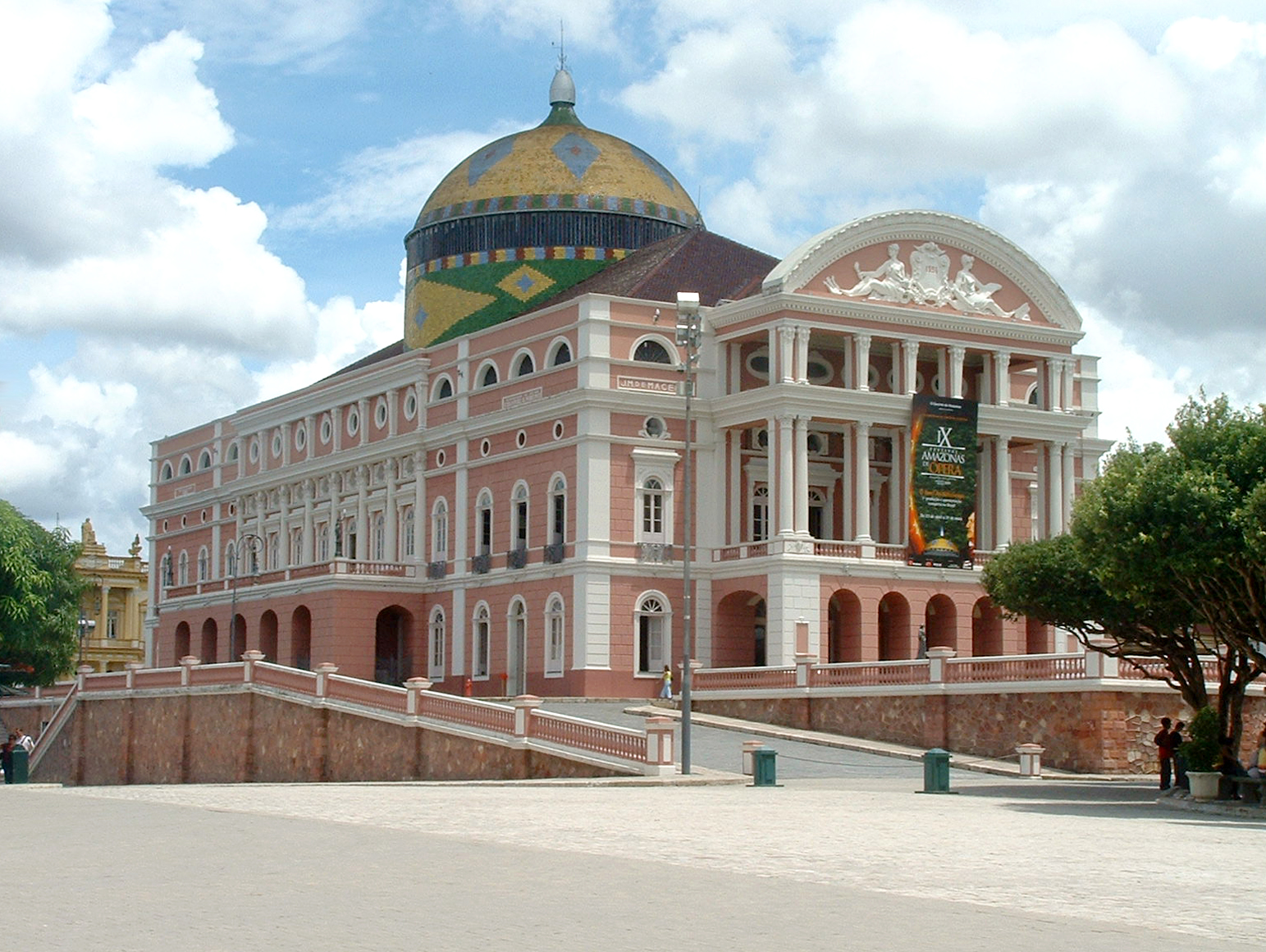
O ciclo da borracha converteu as cidades amazônicas em prósperos centros econômicos e culturais. Teatro Amazonas na cidade de Manaus.

Houve um grande surto de produção e exportação de borracha da região amazônica durante o início da República Velha. A borracha chegou a ocupar o segundo lugar na pauta de exportações brasileiras, perdendo apenas para o café.
A seringueira, uma planta do gênero Hevea, da família Euphorbiaceae, é uma árvore natural da Amazônia facilmente encontrada em suas florestas, tornando muitas vezes desnecessário seu plantio. Fazendo uns talhos no tronco, o seringueiro extrai um líquido leitoso grudento. Esse líquido vai secando e formando uma bola macia. A bola é a matéria-prima para fazer borracha. A borracha já era conhecida no século XIX. Mas ela tinha o defeito de ficar mole nos dias de calor e quebradiça no inverno.
Em 1839, o engenheiro norte-americano Charles Goodyear descobriu que era possível solucionar esse problema colocando a borracha no fogo para estimular uma reação química envolvendo o enxofre, processo conhecido por vulcanização. A partir daí, a borracha destacou-se na indústria mundial: eram matéria-prima para a produção de peças, solas de sapato, pisos e coberturas, luvas, vedações, etc. No começo do século XX, a indústria automobilística começou a se desenvolver espetacularmente. Os pneus dos carros são feitos de borracha. Esta matéria prima era exclusiva da Amazônia.
Entre 1890 e 1920, a borracha foi o segundo produto de exportação do Brasil, só perdendo para o café. Muitos latifundiários, donos de seringais, ficaram milionários, Manaus e Belém construíram belíssimos palacetes para esses barões da borracha. Homens tão ricos que, só para aparecer, mandavam lavar as roupas em Paris. Houve um grande desenvolvimento da cidade de Manaus que ficou caracterizado pelas suas construções especialmente o Teatro Amazonas em Manaus. Na selva, porém, era diferente. Lá trabalhavam os peões. Geralmente, nordestinos fugidos do latifúndio e da caatinga seca para reencontrar o latifúndio na selva.
Durante alguns anos, a borracha brasileira dominava o mercado internacional, até que a Inglaterra começou a produzi-la, em larga escala, em suas colônias no Sudeste Asiático, depois de ter contrabandeado mudas de seringueira do Brasil. O preço internacional da borracha caiu muito e a borracha brasileira perdeu seus mercados. Os seringais foram abandonados e a Amazônia voltou à estagnação econômica, porém, conseguindo o Brasil, graças à borracha, através de acordos e tratados internacionais a ampliação do território do Estado do Amazonas e a incorporação do Acre ao território brasileiro.

## Legado

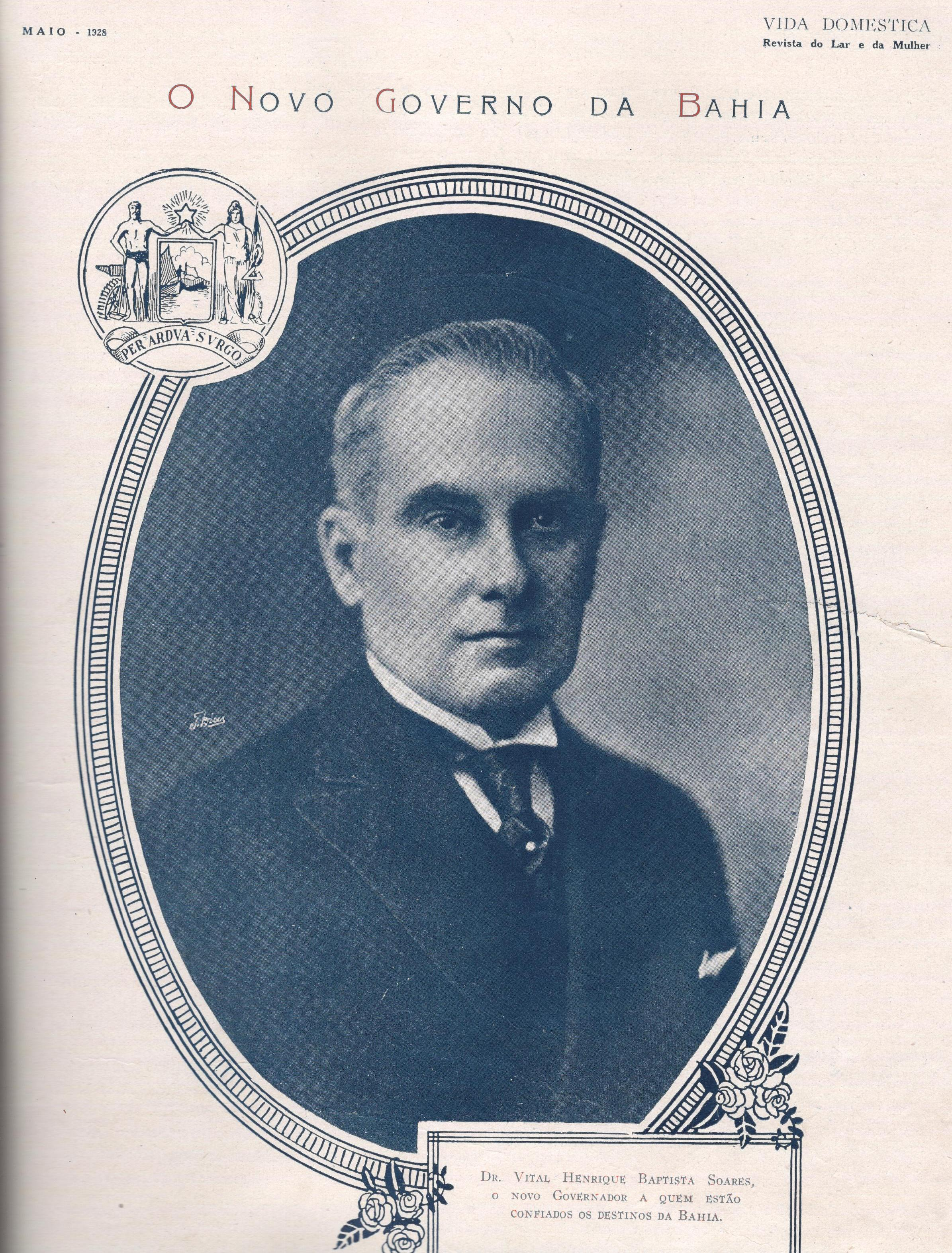
Vital Soares, o último Governador da Bahia durante o período da República Velha.

Monarquistas e políticos que fizeram carreira após 1930 são contrários à República Velha.
Na República Velha, o discurso dos políticos se referia, em termos gerais, na defesa do país, em leis, em consolidação das fronteiras, ao inverso do que ocorreria após a Revolução de 1930, quando os políticos assumiram um discurso de esquerda, falando em conflitos sociais e denegrindo a imagem dos políticos da República Velha.
A defesa da República Velha é feita, apenas por poucos estudiosos, através de uma visão liberal, alegando que a corrupção era mínima na República Velha, lembrando que vários presidentes daquela época morreram pobres. Lembram os defensores da República Velha, também que não havia intervenção estatal na economia, salvo para a defesa do café, o que permitiu um grande surto industrial e modernização do país sem as mazelas da estatização da economia, comuns após 1930.
Os monarquistas, por seu lado, lembram que o império brasileiro tinha conhecido um período de paz de 40 anos inédito no mundo, de 1849 a 1889. Como, ao contrário do Império, houve na República Velha, muitos conflitos armados e violência, a república velha foi acusada, pelos monarquistas, de ter sido a causa de tantas revoltas políticas.
Por seu lado, os defensores da República velha contra-argumentam que estes conflitos políticos eram inevitáveis com a urbanização do país e que a Política dos Estados do Dr. Campos Sales era muito boa e que só quando esta "Política dos Estados" não foi seguida que ocorreram revoltas armadas.
Cidadãos sobreviventes daquele primeiro período republicano chamam a atenção pela situação, em geral, pacífica e ordeira do país naquela época. Lembram, estas testemunhas daquela época que a violência urbana era mínima; Lembram eles, também, que os políticos da época eram homens sérios sisudos e com grande apelo patriótico e que os embates políticos se davam mais no nível das ideias e menos no nível do conflito de classes sociais como atualmente.
A conduta honrada dos políticos da República Velha foi atestada pela própria Revolução de 1930, que estabeleceu uma Justiça revolucionária e um Tribunal especial e uma Junta de Sanções, através dos decretos nº 19 298 e 19 440, ambos de 1930, com objetivo de investigar desvios e corrupção eventuais dos políticos depostos e nada encontrou de irregular, encerrando suas atividades depois de meses de investigações infrutíferas.
A República Velha começou agrária e rural, em um país sem fronteiras definidas, e chegou a 1930 com as fronteiras definidas pacificamente, industrializado e urbanizado, dizem os defensores da República Velha.
Já os críticos da República Velha afirmam que os vícios e desvios da "Política dos Estados" eram graves e que ela não soube absorver os novos conflitos e problemas originários da urbanização e crescimento acelerado da população.

### Avaliação de Washington Luís
Washington Luís, que também era historiador, em sua mensagem de 1927 ao Congresso Nacional, avaliou o progresso brasileiro obtido pela República Velha, comparando os dados estatísticos de 1888 com os de 1926, sem deixar de elogiar, porém, os 50 anos de paz interna conseguidos pelo Império do Brasil. A análise de dados feita pelo presidente está contida na tabela:
| Critério                                     | No ano de 1888        | No ano de 1926                    |
| -------------------------------------------- | --------------------- | --------------------------------- |
| Municípios                                   | 916                   | 1 407                             |
| Habitantes                                   | 13 788 872            | 36 970 972                        |
| Portos                                       | 1                     | 8                                 |
| Estradas                                     | 360 km                | 53 248 km                         |
| Linhas teleféricas                           | 18 022 km             | 82 213 km                         |
| Estradas de ferro                            | 9 322 km              | 31 330 km                         |
| Usinas hidrelétricas                         | 1                     | 426                               |
| Toneladas de mercadorias no comércio externo | 597 562               | 1 852 642                         |
| Jornais                                      | 533                   | 2 376                             |
| Febre amarela                                | Havia a febre amarela | A febre amarela estava controlada |

E conclui:
| “ | Com esse confronto (de dados) não queremos negar o progresso do Brasil durante o regime monárquico, mas acentuar que a república não só não embaraçou como auxiliou e acelerou material, moral e intelectualmente o desenvolvimento da nação. O ano de 1888 punha terma a uma época de relativa tranquilidade econômica do Império, após longa e duradoura paz, enquanto o período atual desenvolveu-se dentro de perturbações profundas, para o estabelecimento e consolidação da república, e se fecha com cinco anos de revoltas que abalaram profundamente a cultura moral, o crédito e a riqueza da nação! | ” |

## Lista de presidentes da República Velha
Os presidentes do período 1889-1930 foram:
- 1889 – Marechal Manuel Deodoro da Fonseca. Chefe do Governo Provisório e depois presidente eleito pela Assembleia constituinte;
- 1891 – Marechal Floriano Vieira Peixoto, assumiu com a renúncia de Deodoro;
- 1894 – Prudente José de Morais e Barros;
- 1898 – Manuel Ferraz de Campos Sales;
- 1902 – Francisco de Paula Rodrigues Alves;
- 1906 – Afonso Augusto Moreira Pena (morreu durante o mandato);
- 1909 – Nilo Procópio Peçanha (vice de Afonso Pena, assumiu em seu lugar);
- 1910 – Marechal Hermes da Fonseca;
- 1914 – Venceslau Brás Pereira Gomes;
- 1918 – Francisco de Paula Rodrigues Alves (eleito, morreu de gripe espanhola, sem ter assumido o cargo);
- 1918 – Delfim Moreira da Costa Ribeiro (vice de Rodrigues Alves, assumiu em seu lugar);
- 1919 – Epitácio da Silva Pessoa;
- 1922 – Artur da Silva Bernardes;
- 1926 – Washington Luís (deposto pela revolução de 1930);
- 1930 – Júlio Prestes de Albuquerque (eleito presidente em 1930, não tomou posse, impedido pela Revolução de 1930).